# 西伯利亞共和國
西伯利亞共和國（俄語：Сибирская Республика）是一個政治構想的擬議國家，被西伯利亞地區主義者所支持，旨在建立一個脫離俄羅斯聯邦獨立的共和國。

## 地理
西伯利亞位於北亞地區，現為俄羅斯聯邦的領土，西以烏拉爾山脈為界，東至白令海，北鄰北極海，南與朝鮮民主主義人民共和國、中華人民共和國、蒙古國、維吾爾斯坦共和國與哈薩克斯坦共和國接壤，其面積達13,100,000平方公里，約佔俄國領土的78%，人口約為37,275,609人（2022年），約佔俄國總人口35%，有著豐富的自然資源，如煤礦、鐵礦、黃金、鑽石、石油與天然氣等。

## 歷史
西伯利亞共和國的獨立運動可追溯到1918年，受俄羅斯內戰影響，俄國海軍上將亞歷山大·高爾察克與陸軍上將維克托·佩佩利亞耶夫分別於符拉迪沃斯托克與鄂木斯克建立西伯利亞符拉迪沃斯托克臨時政府與西伯利亞鄂木斯克臨時政府，兩國政府於年底合併為全俄羅斯臨時政府。1922年，蘇維埃俄羅斯紅軍徹底擊敗全俄羅斯臨時政府白軍，並與周邊蘇維埃共和國簽訂《蘇維埃聯盟成立條約》，建立蘇維埃社會主義共和國聯盟，西伯利亞自此成為蘇維埃聯盟的一部分。
1989年，蘇東集團崩潰，東歐劇變，蘇維埃聯盟人民代表大會在當時曾考慮過建立獨立的西伯利亞共和國的想法，但最終與西伯利亞協議達成了妥協，該協議賦予了地方領導人更多的地區權力。1992年，蘇維埃聯盟解體，西伯利亞獨立的想法再次被考慮，但西伯利亞權利在《西伯利亞協定》下得到了保障，該協定指出，如果西伯利亞人的訴求被忽視，西伯利亞有權建立新的獨立國家。

## 政治
2014年，俄羅斯-烏克蘭戰爭爆發，俄國趁勢吞併克里米亞半島，行為藝術家阿爾喬姆·洛斯庫托夫（Artyom Loskutov）組織了一場名為蒙斯特雷申（Monstration）表演藝術，旨在俄羅斯聯邦境內推廣西伯利亞共和國的理念，以促進西伯利亞聯邦化，俄羅斯反對派領袖阿列克謝·納瓦尼在他的貼文中宣傳了這項活動，但被俄羅斯政府媒體封鎖，俄羅斯政治家尼古拉·瓦盧耶夫稱其為「首次嘗試在全球範圍內推動俄羅斯分離主義的努力成果」。